# Rado Lenček
Rado Lenček (ur. 1921 w Mirnie, zm. 2005 w Nowym Jorku) – słoweński językoznawca, slawista i słowenista.
Do 1944 r. studiował slawistykę na Wydziale Filozoficznym Uniwersytetu Lublańskiego. Kształcenie kontynuował w Padwie (1946–1947), a w latach 1958–1959 odbył studia podyplomowe na Uniwersytecie w Chicago. W 1962 r. uzyskał doktorat ze slawistyki na Uniwersytecie Harvarda.
Był długoletnim wykładowcą Uniwersytetu Columbia w Nowym Jorku, gdzie był zatrudniony w okresie od 1965 do 1995. Wcześniej wykładał na Uniwersytecie Illinois w Chicago. W 2001 r. został odznaczony Orderem Wolności Republiki Słowenii za zasługi na rzecz promocji języka słoweńskiego za granicą.

## Wybrane publikacje
Źródło:
- Ob Jadranu: Etnografski zapiski in študije (1947)
- Slovenska marijanska lirika (1954)
- A Bibliographical Guide to Literature on Slavic Civilizations (1966)
- The Structure and History of Slovene Language (1975)
- To Honor Jernej Kopitar 1780–1980 (1982)
- Slovenes, the Eastern Alpine Slavs, and their Cultural Heritage (1989)